# Stuart O’Grady

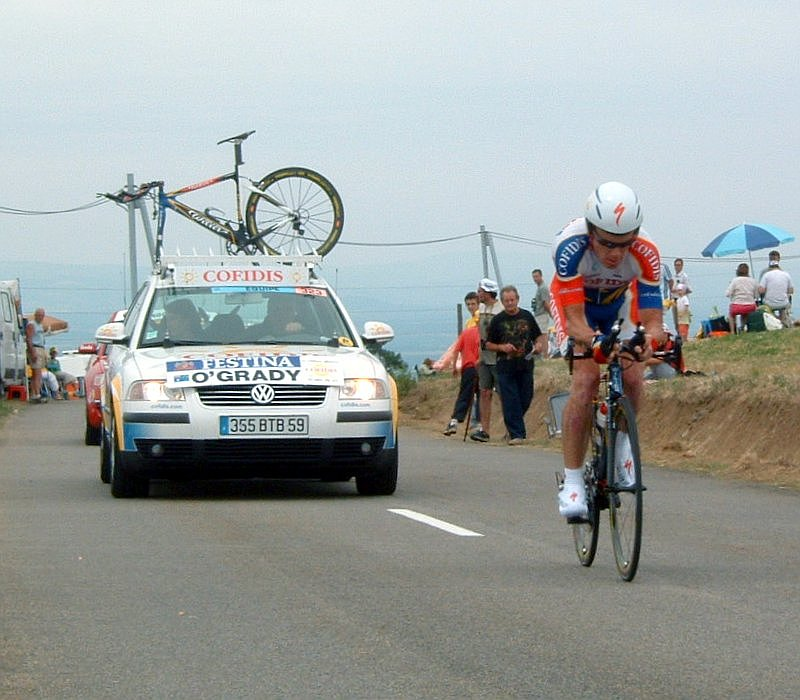
O’Grady beim Zeitfahren auf der 20. Etappe der Tour de France 2005

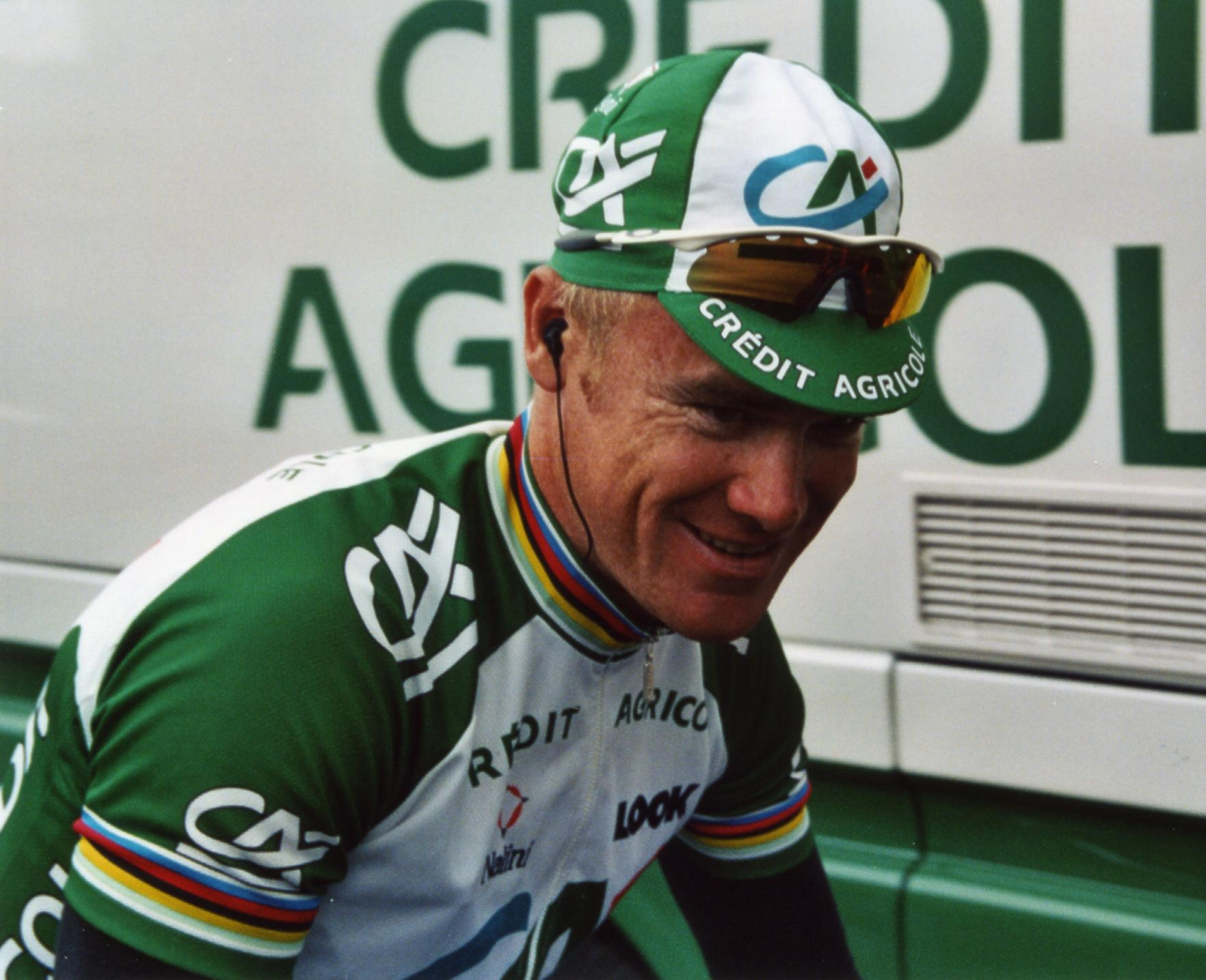
Stuart O’Grady

Stuart Peter O’Grady OAM (* 6. August 1973 in Adelaide) ist ein ehemaliger australischer Radrennfahrer. Im Bahnradsport wurde er Olympiasieger und Weltmeister. Auf der Straße gewann er den Klassiker Paris–Roubaix und drei Etappen der Tour de France. Seit 2021 ist O’Grady Renndirektor des größten australischen Profi-Straßenradrennens Tour Down Under.

## Werdegang

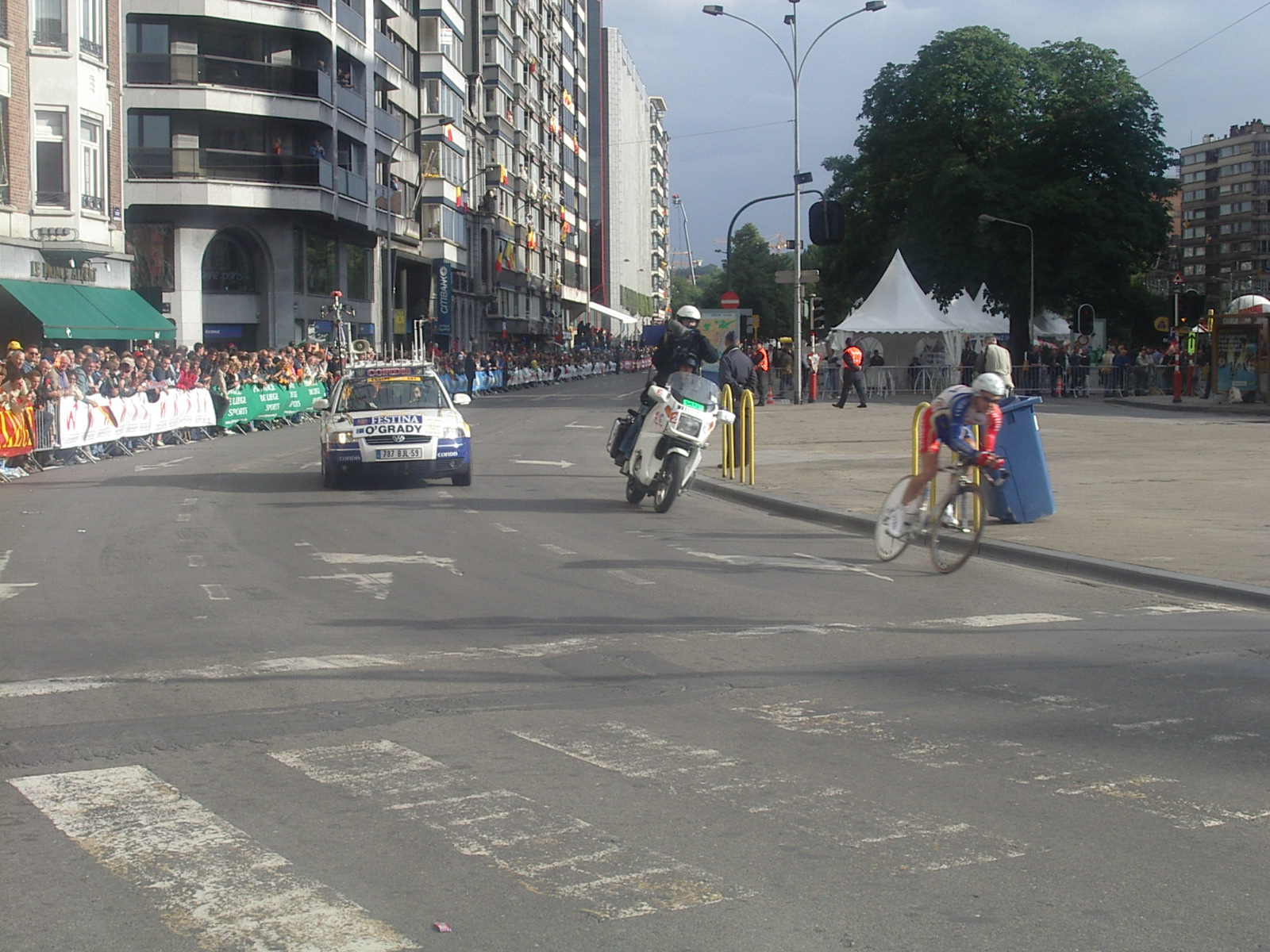
Stuart O’Grady beim Prolog der Tour de France 2004 in Lüttich

Seine ersten internationalen Erfolge erzielte O’Grady als Amateur auf der Bahn. Bei den Olympischen Spielen 1992 in Barcelona gewann er mit seinen Teamkameraden Brett Aitken, Stephen McGlede und Shaun O’Brien die Silbermedaille in der Mannschaftsverfolgung. Bei den UCI-Bahn-Weltmeisterschaften 1993 schafften die Australier mit O’Grady die Revanche, als sie mit neuem Weltrekord im Weltmeisterschaftsfinale den Bahnvierer des Olympiasiegers Deutschland besiegten. 1994 gewann er die Goldmedaille in der Mannschaftsverfolgung bei den Commonwealth Games. Nach diesen Erfolgen auf der Bahn wurde O’Grady 1995 Straßenradsportprofi beim französischen Team Crédit Agricole.
Bei der Tour de France startete er 17-mal und beendete das Rennen 16-mal. Ihm gelangen drei individuelle Etappensiege und ein Sieg in einem Mannschaftszeitfahren. Bei der Tour de France 2007 stürzte O’Grady in der Abfahrt vom Cormet de Roselend schwer und zog sich eine Verletzung der Lunge, mehrere Rippen- und Wirbelbrüche sowie einen Bruch des Schulterblatts zu.
2002 siegte er im Straßenrennen der Männer bei den Commonwealth Games. Er gewann 2003 das Rennen The Golden Wheel, ein traditionsreiches internationales Bahnrennen in London. Bei den Eintagesrennen gewann er u. a. im Jahr 2004 die HEW Cyclassics in Hamburg. Sein größter Erfolg war 2007 sein Sieg beim Klassiker Paris–Roubaix nach einer Alleinfahrt über 22 Kilometer.
Bei den Olympischen Spielen 2004 in Athen kehrte er an den Ursprung seiner Karriere zurück und gewann zusammen mit Graeme Brown die Goldmedaille im Zweier-Mannschaftsfahren.
Einen Tag nach Beendigung der Tour de France 2013 verkündete O’Grady das Ende seiner sportlichen Laufbahn. 1998 und 2001 wurde er Radsportler des Jahres in Australien. Für seine Verdienste um den Sport als Goldmedaillengewinner bei den Olympischen Spielen 2004 in Athen wurde er 2005 mit der Medaille des Order of Australia ausgezeichnet.
Am 24. Juli 2013 gestand er die Einnahme von EPO vor der Tour de France 1998.

## Erfolge (Auswahl)
1992:
- Olympische Spiele Mannschaftsverfolgung

1993:
- Weltmeisterschaften Mannschaftsverfolgung

1996:
- Olympische Spiele Mannschaftsverfolgung und Punktefahren

1998:
- Prudential Tour
- zwei Etappen Tour de France

1999:
- Gesamtwertung und zwei Etappen Tour Down Under
- Classic Haribo

2001:
- Gesamtwertung Tour Down Under

2003:
- Australischer Meister – Straßenrennen

2004:
- eine Etappe Tour de France
- HEW Cyclassics
- Olympische Spiele – Madison

2007:
- Paris–Roubaix

2011
- Mannschaftszeitfahren Vuelta a España

2012
- Mannschaftszeitfahren Tirreno–Adriatico

2013
- Mannschaftszeitfahren Tour de France

## Platzierungen bei den Grand Tours
| Grand Tour            | 1997 | 1998 | 1999 | 2000 | 2001 | 2002 | 2003 | 2004 | 2005 | 2006 | 2007 | 2008 | 2009 | 2010 | 2011 | 2012 | 2013 |
| --------------------- | ---- | ---- | ---- | ---- | ---- | ---- | ---- | ---- | ---- | ---- | ---- | ---- | ---- | ---- | ---- | ---- | ---- |
| Giro d’ItaliaGiro     | –    | –    | –    | –    | –    | –    | –    | –    | DNF  | –    | –    | DNF  | –    | –    | –    | –    | –    |
| Tour de FranceTour    | 109  | 54   | 94   | DNF  | 54   | 77   | 90   | 61   | 77   | 91   | DNF  | 109  | 124  | 149  | 78   | 97   | 161  |
| Vuelta a EspañaVuelta | –    | –    | –    | –    | –    | –    | –    | DNF  | –    | 65   | –    | –    | DNF  | DNF  | 93   | –    | –    |